# Campuac

Campuac este o comună în departamentul Aveyron din sudul Franței. În 1 ianuarie 2022 avea o populație de 452 de locuitori.